# Municipio de Harmony (condado de Posey)
El municipio de Harmony (en inglés: Harmony Township) es un municipio ubicado en el condado de Posey en el estado estadounidense de Indiana. En el año 2010 tenía una población de 1338 habitantes y una densidad poblacional de 14,37 personas por km².
El municipio se estableció en 1821 y siendo una gran parte de sus primeros colonos Armonitas, fue la causa de la elección del nombre.[cita requerida]

## Geografía
El municipio de Harmony se encuentra ubicado en las coordenadas 38°6′33″N 87°54′7″O / 38.10917, -87.90194. Según la Oficina del Censo de los Estados Unidos, el municipio tiene una superficie total de 93.08 km², de la cual 91,31 km² corresponden a tierra firme y (1,9 %) 1,77 km² es agua.

## Demografía
Según el censo de 2010, había 1338 personas residiendo en el municipio de Harmony. La densidad de población era de 14,37 hab./km². De los 1338 habitantes, el municipio de Harmony estaba compuesto por el 98,58 % blancos, el 0,15 % eran amerindios, el 0,15 % eran asiáticos, el 0,15 % eran de otras razas y el 0,97 % eran de una mezcla de razas. Del total de la población el 0,37 % eran hispanos o latinos de cualquier raza.